# Beami jezik
Beami jezik (Biami, bedamini, bedamuni, mougulu; ISO 639-3: beo), transnovogvinejski jezik iz skupine bosavi, kojim govori 4 200 ljudi (Wurm and Hattori 1981) iz plemena Beami u provinciji Western u Papui Novoj Gvineji.
Jezik ima dva dijalekta, komofio i sjeverni beami.

## Vanjske poveznice
- Ethnologue (14th)
- Ethnologue (15th)